# Henry Barraud
Henry Barraud (* 23. April 1900 in Bordeaux, Frankreich; † 28. Dezember 1997 in Saint-Maurice (Val-de-Marne)) war ein französischer Komponist.

## Leben und Wirken
Barraud begann sein Musikstudium in Bordeaux bei Julien-Fernand Vaubourgoin und ging danach an das Conservatoire de Paris. Dort besuchte er Vorlesungen über Orchestrierung bei Louis Aubert, über Komposition bei Paul Dukas und über Kontrapunkt und Fuge bei Georges Caussade. 1927 wurde er vom Konservatorium ohne Abschlussprüfung relegiert, da er sich nicht den „orthodoxen“ Lehrmethoden und -Inhalten unterwerfen wollte.
Barraud erhielt eine Anstellung bei der staatlichen Direction des beaux-arts. In den Folgejahren arbeitete er, zusammen mit Pierre Octave Ferroud, Emmanuel Bondeville und Jean Rivier bei der Entwicklung der Musik-Gesellschaft Le Triton, die sich die Förderung und die Verbreitung des Wissens über die zeitgenössische Musik zum Ziel gesetzt hatte. Seit 1937 war Barraud auch Musikkritiker bei der Tageszeitung Le Journal.
Während des Zweiten Weltkrieges komponierte Baurraud zum Beispiel ein Stück zum Gedenken an den im Juni 1940 in Lothringen gefallenen Komponisten Maurice Jaubert. Nach der Befreiung von Paris wurde Barraud zum Musikdirektor bei der Radiodiffusion Française und gründete 1946 die Maîtrise de Radio France, die Gesamtheit der nationalen Orchester des Landes. Die Leitung der Maîtrise wurde Marcel Couraud übertragen. 1948 wurde Barraud Direktor des staatlichen Rundfunkverbundes RTF, der später in ORTF umbenannt wurde. Diese Position bekleidete er bis zu seinem Ruhestand im Jahre 1965.

## Ehrungen
- 1994: Kommandeur des Ordre des Arts et des Lettres[2]

## Werke (Auswahl)
- 1931: Finale, für großes Orchester
- 1932: Poème, für  großes Orchester
- 1935: Trio, für Holzbläser
- 1938: La farce de maître Parthelin, Opéra comique.
- 1939: Concert pour piano et orchestre.
- 1940: Quatuor à cordes.
- 1941: Sonatine pour violon et piano
- 1942: Offrande à une ombre, für Orchester im Gedenken an Maurice Jaubert.
- 1946: Le Mystère des Saints Innocents, Oratorium nach Charles Péguy (1912) für Chor, Bariton, Rezitativ und Orchester.
- 1949: Musique pour petites mains, für Piano.
- 1957: 3e Symphonie.
- 1961: Rhapsodie dionnysienne.
- 1961: Huit chantefables pour les enfents sages, Lieder nach Gedichten von Robert Desnos.
- 1973: La Divine Comédie, Kantaten nach der Göttlichen Komödie von Dante Alighieri.
- 1975: Le Roi Gordogane, Kammeroper.
- 1980: Tête d'or, Tragédie lyrique (Oper) nach Texten von Paul Claudel.

## Bücher
- La France et la Musique occidentale. collection: Pour la musique, NRF-Gallimard, Paris 1956.
- Pour comprendre la musique d'aujourd'hui. Éditions Le Seuil, Paris 1968.
- Les cinq grands opéras: Don Juan, Tristan et Isolde, Boris Godounov, Pelléas et Mélisande, Wozzeck. Collections Musiques, Éditions Le Seuil, Paris 1972, ISBN 2-02-002058-0.
- Hector Berlioz. Collection: Les Indispensables de la musique, Fayard, Paris 1979, ISBN 2-213-00793-4.